# Ель-Сентро (Каліфорнія)
Ель-Сентро (англ. El Centro) — місто (англ. city) в США, в окрузі Імперіал штату Каліфорнія. Населення — 44 322 особи (2020).

## Географія
Ель-Сентро розташований за координатами 32°47′14″ пн. ш. 115°33′29″ зх. д. / 32.78722° пн. ш. 115.55806° зх. д. (32.787325, -115.558006).  За даними Бюро перепису населення США в 2010 році місто мало площу 28,75 км², з яких 28,70 км² — суходіл та 0,05 км² — водойми.

### Клімат
| Клімат : Ель-Сентро                        | Клімат : Ель-Сентро | Клімат : Ель-Сентро | Клімат : Ель-Сентро | Клімат : Ель-Сентро | Клімат : Ель-Сентро | Клімат : Ель-Сентро | Клімат : Ель-Сентро | Клімат : Ель-Сентро | Клімат : Ель-Сентро | Клімат : Ель-Сентро | Клімат : Ель-Сентро | Клімат : Ель-Сентро | Клімат : Ель-Сентро |
| Показник                                   | Січ.                | Лют.                | Бер.                | Квіт.               | Трав.               | Черв.               | Лип.                | Серп.               | Вер.                | Жовт.               | Лист.               | Груд.               | Рік                 |
| Абсолютний максимум, °C                    | 32,2                | 33,9                | 38,9                | 42,8                | 46,7                | 49,4                | 50,0                | 51,1                | 48,9                | 44,4                | 36,7                | 35,0                | 51,1                |
| Середній максимум, °C                      | 19,8                | 22,7                | 25,4                | 30,0                | 34,7                | 39,3                | 41,5                | 41,0                | 38,6                | 32,7                | 25,8                | 20,8                | 31,3                |
| Середній мінімум, °C                       | 4,1                 | 8,1                 | 10,1                | 13,3                | 17,3                | 21,2                | 25,4                | 26,4                | 22,4                | 15,6                | 12,7                | 4,9                 | 15,2                |
| Абсолютний мінімум, °C                     | −10                 | −5,6                | −6,1                | 0,6                 | 2,2                 | 5,6                 | 11,1                | 12,2                | 8,9                 | 0,6                 | −4,4                | −5,6                | −10                 |
| Середня кількість сонячних годин на місяць | 245,2               | 246,7               | 314,6               | 346,1               | 388,1               | 400,7               | 390,9               | 368,5               | 337,1               | 304,4               | 246,0               | 236,0               | 3824                |
| Норма опадів, мм                           | 13                  | 12                  | 8                   | 2                   | 1                   | 0                   | 2                   | 7                   | 9                   | 10                  | 5                   | 11                  | 78                  |
| Вологість повітря, %                       | 45.1                | 39.6                | 33.1                | 25.0                | 21.3                | 16.5                | 21.1                | 25.6                | 25.0                | 28.8                | 37.2                | 45.0                | 30.3                |
| ------------------------------------------ | ------------------- | ------------------- | ------------------- | ------------------- | ------------------- | ------------------- | ------------------- | ------------------- | ------------------- | ------------------- | ------------------- | ------------------- | ------------------- |
| Джерело:                                   |                     |                     |                     |                     |                     |                     |                     |                     |                     |                     |                     |                     |                     |

## Демографія
Згідно з переписом 2010 року, у місті мешкало 42 598 осіб у 13 108 домогосподарствах у складі 10 210 родин. Густота населення становила 1482 особи/км².  Було 14476 помешкань (504/км²).
Расовий склад населення:
| - 59,6 % — білих - 2,5 % — чорних або афроамериканців - 2,3 % — азіатів - 1,3 % — корінних американців - 0,1 % — вихідців з тихоокеанських островів - 29,0 % — осіб інших рас |

До двох чи більше рас належало 5,2 %. Частка іспаномовних становила 81,6 % від усіх жителів.
За віковим діапазоном населення розподілялося таким чином: 29,7 % — особи молодші 18 років, 59,6 % — особи у віці 18—64 років, 10,7 % — особи у віці 65 років та старші. Медіана віку мешканця становила 31,8 року. На 100 осіб жіночої статі у місті припадало 94,7 чоловіків;  на 100 жінок у віці від 18 років та старших — 90,3 чоловіків також старших 18 років.
Середній дохід на одне домашнє господарство  становив 58 678 доларів США (медіана — 40 517), а середній дохід на одну сім'ю — 62 596 доларів (медіана — 45 743). Медіана доходів становила 45 962 долари для чоловіків та 36 969 доларів для жінок. За межею бідності перебувало 25,2 % осіб, у тому числі 32,5 % дітей у віці до 18 років та 17,8 % осіб у віці 65 років та старших.
Цивільне працевлаштоване населення становило 15 765 осіб. Основні галузі зайнятості: освіта, охорона здоров'я та соціальна допомога — 28,6 %, роздрібна торгівля — 13,9 %, публічна адміністрація — 12,0 %.

## Відомі люди
- Шер (* 1946) — американська співачка, акторка і телеведуча.